# 436

## Nașteri
- dată necunoscută: Childeric I  (d. 481)